# Patrimoni dell'umanità dello Yemen
I patrimoni dell'umanità dello Yemen sono i siti dichiarati dall'UNESCO come patrimonio dell'umanità in Yemen, che è divenuto parte contraente della Convenzione sul patrimonio dell'umanità il 7 ottobre 1980.
Al 2023 i siti iscritti nella Lista dei patrimoni dell'umanità sono cinque, mentre nove sono le candidature per nuove iscrizioni. Il primo sito iscritto nella lista è stato nel 1982 l'antica città murata di Shibam, durante la sesta sessione del comitato del patrimonio mondiale. Quattro anni dopo, nella decima sessione, è stato inserito nella lista il secondo patrimonio yemenita, la città vecchia di Sana'a. Il terzo sito yemenita è stato la città storica di Zabid, aggiunto nel 1993. La trentaduesima sessione ha iscritto nella lista l'arcipelago di Socotra come quarto patrimonio nel 2008. Infine, il patrimonio di più recente riconoscimento è costituito dall'insieme di luoghi salienti dell'antico regno di Saba, Ma'rib, incluso nella lista nel 2023 con una procedura d'urgenza dalla diciottesima sessione straordinaria del comitato. Quattro siti sono considerati culturali, secondo i criteri di selezione, uno naturale. I quattro siti continentali sono stati iscritti nella Lista dei patrimoni dell'umanità in pericolo: la città storica di Zabid dalla XXIV sessione del Comitato per il patrimonio dell'umanità, il 29 novembre 2000, a causa del deteriorato stato di conservazione del sito; l'antica città murata di Shibam e la città vecchia di Sana'a dalla XXXIX sessione, il 2 luglio 2015, a causa dei danni dervianti dalla Guerra civile yemenita; i luoghi salienti dell'antico regno di Saba, Ma'rib al momento dell'iscrizione il 25 gennaio 2023, sempre per il rischio di distruzione derivante dalla guerra in corso.

## Siti del Patrimonio mondiale
| Foto | Sito                                              | Luogo                    | Tipo                        | Anno | Descrizione |
| ---- | ------------------------------------------------- | ------------------------ | --------------------------- | ---- | --- |
|      | Antica città murata di Shibam                     | Shibam                   | Culturale (192; iii, iv, v) | 1982 | Circondata da un muro fortificato, la città di Shibam del XVI secolo è uno dei più antichi e migliori esempi di pianificazione urbana basata sul principio della costruzione verticale. Le sue imponenti strutture a torre sorgono dalla scarpata e hanno dato alla città il soprannome di "Manhattan del deserto". |
|      | Città vecchia di Sana'a                           | Sana'a                   | Culturale (385; iv, v, vi)  | 1986 | Situata in una valle di montagna ad un'altitudine di 2 200 m, Sana'a è stata abitata per più di 2 500 anni. Nel VII e VIII secolo la città divenne un importante centro di propagazione dell'Islam. Questo patrimonio religioso e politico può essere visto nelle 103 moschee, 14 hammam e oltre 6000 case, tutte costruite prima dell'XI secolo. Le case-torri a molti piani di Sana'a costruite in terra battuta (pisé) aggiungono bellezza al sito. |
|      | Città storica di Zabid                            | Zabid                    | Culturale (611; ii, iv, vi) | 1993 | L'architettura domestica e militare di Zabid e il suo piano urbanistico ne fanno un eccezionale sito archeologico e storico. Oltre ad essere stata la capitale dello Yemen dal XIII al XV secolo, la città ha svolto un ruolo importante nel mondo arabo e musulmano per molti secoli grazie alla sua università islamica. |
|      | Arcipelago di Socotra                             | Governatorato di Socotra | Naturale (1263; x)          | 2008 | L'arcipelago di Socotra, nell'Oceano Indiano nordoccidentale vicino al Golfo di Aden, comprende quattro isole e due isolotti rocciosi che sembrano un prolungamento del Corno d'Africa. Il sito è di importanza universale grazie alla sua biodiversità con flora e fauna ricche e distinte: il 37% delle 825 specie di piante di Socotra, il 90% delle sue specie di rettili e il 95% delle sue specie di lumache di terra non si trovano in nessun'altra parte del mondo. Il sito supporta anche popolazioni significative a livello globale di uccelli terrestri e marini (192 specie di uccelli, 44 delle quali si riproducono sulle isole mentre 85 sono migratori regolari), tra cui un certo numero di specie minacciate. Anche la vita marina di Socotra è molto varia, con 253 specie di coralli che costruiscono barriere coralline, 730 specie di pesci costieri e 300 specie di granchi, aragoste e gamberi. |
|      | Luoghi salienti dell'antico regno di Saba, Ma'rib | Governatorato di Ma'rib  | Culturale (1700; iii, iv)   | 2023 | Il sito seriale comprende sette siti archeologici che testimoniano il ricco Regno di Saba e le sue conquiste architettoniche, estetiche e tecnologiche dal I millennio a.C. fino all'arrivo dell'Islam intorno al 630 d.C. Testimoniano la complessa amministrazione centralizzata del regno quando controllava gran parte della via dell'incenso attraverso la penisola arabica, svolgendo un ruolo chiave nella più ampia rete di scambi culturali favorita dal commercio con il Mediterraneo e l'Africa orientale. |

## Siti candidati
| Foto | Sito                            | Luogo                   | Tipo                         | Anno       | Descrizione |
| ---- | ------------------------------- | ----------------------- | ---------------------------- | ---------- | --- |
|      | Città storica di Sa'da          | Sa'da                   | Culturale (1718; i, iv, v)   | 08/07/2002 | Sa'da è una delle più antiche città medievali dello Yemen, di grande importanza per il suo valore storico, architettonico, urbano e spirituale. Sa'da fondata dall'imam AI-Hadi Yaya nel IX secolo, diventa la culla dello Zaydismo, una potente scuola spirituale di pensiero musulmano. Prospera, abitata senza interruzione, caratterizzata da una struttura medievale con architettura in terra battuta, rappresentativa di tutta la regione, Sa'da è un esempio unico e ancora vivo delle prime città arabe islamiche. |
|      | Città storica di Thula          | Thula                   | Culturale (1719; i, iii, iv) | 08/07/2002 | Il primo insediamento di Thula, denominato Altaleh, risale al periodo himyarita, come confermato da iscrizioni ancora visibili sulla rupe. Questa città estremamente ben conservata è circondata da una cinta muraria intatta, eretta ai piedi di una superba rupe in arenaria rosa. Le case da tre a cinque piani, strettamente ammassate, lasciano solo stretti vicoli dove si possono ammirare le facciate in pietra ocra, scolpite di fregi di una varietà infinita. Le porte dei bastioni, le moschee e i mausolei, l'ex-palazzo dell'Imam, i bacini, gli hammam e il suq degli artigiani completano questa città medievale che non ha perso nulla della sua vitalità. La rupe domina la città e la protegge da una fortezza (Husn-al-Ghurab), a cui si accede da un sentiero e da antiche scale. |
|      | Madrasa Amiriya di Rada'a       | Rada'a                  | Culturale (1720; i, iv)      | 08/07/2002 | La Moschea al-Amiriya (1504) è uno dei gioielli dell'architettura tahiride nello Yemen. Il suo restauro è un esempio per lo Yemen e i paesi vicini. Il monumento in pessime condizioni fino al 1978 quando diverse missioni estere iniziarono a capirne l'importanza e l'unicità. Questo monumento assume la forma di un edificio rettangolare, composto da due ampi livelli. La madrasa trae la sua originalità e maestosità dal fatto che il cortile e la sala di preghiera si trovano al piano superiore. |
|      | Jibla e i suoi dintorni         | Jibla                   | Culturale (1721; ii, iv, v)  | 08/07/2002 | Jibla è l'antica capitale degli altopiani dal 1064 al 1138, regione che fu dominata dai Sulayhidi. La regina Arwa trasferì la capitale a Jibla e la città ha registrato una crescita senza precedenti. La città appare aggrappata al fianco di una montagna di basalto e presa dalle gole di due fiumi attraversati da due magnifici ponti di pietra. La città è inseparabile dal contesto paesaggistico circostante, con il quale costituisce un ottimo esempio di paesaggio culturale integrato. Questo complesso architettonico, uno dei più belli da vedere in Yemen, è costituito da costruzioni in pietra e numerosi monumenti fatimidi. |
|      | Jabal Haraz                     | Distretto di Bani Matar | Misto (1722)                 | 08/07/2002 | L'Haraz è senza dubbio la regione più dolce e accogliente dello Yemen. Grazie alla sua posizione tra la pianura costiera di Tihama e Sana'a, la catena montuosa è sempre stata strategica. Scalo per carovane del regno himyarita, l'Haraz era anche il bastione della dinastia dei Sulayhidi che si stabilì nello Yemen nel 1037. La fama dell'Haraz è dovuta tanto alla bellezza dei suoi paesaggi quanto a quella dei villaggi fortificati aggrappati alla roccia sui picchi più inaccessibili. |
|      | Jabal Bura                      | Distretto di Bura       | Misto (1723)                 | 08/07/2002 | Il versante occidentale della montagna, non sviluppato, è ricoperto di vegetazione tropicale così fitta che è difficile accedervi, probabilmente un residuo di foresta primitiva che è scomparsa per millenni. Vi si trovano piante di ogni genere: in basso cresce il banano, in mezzo il caffè, in alto il grano duro. Il suo versante orientale è completamente antropizzato con molte frazioni, terrazze coltivate di eccezionale qualità che risalgono il pendio. La popolazione ha i suoi costumi particolari e si veste diversamente dalle altre regioni. |
|      | Area costiera di Balhaf/Burum   | Governatorato di Shabwa | Misto (1724)                 | 08/07/2002 | Balhaf, in mezzo alle dune che lambiscono la costa, è un'oasi con le sue palme, poi la sabbia bianca lascia il posto a campi di lava nera fino al porto peschereccio di Bir-Ali. Quindi Qana, uno dei principali punti di partenza della Via dell'incenso, era il grande porto dell'antico regno di Hadramawt, è dominato da una collina, Husn al-Ghurab, dove rimangono antichi resti. Lontano è un vulcano spento, un lago vulcanico con acque turchesi. La strada costiera "Corniche" porta a Burum, che sale a tratti in montagna per meglio affacciarsi sul mare; anche Burum, tipico porto di pescatori ha avuto un glorioso passato, un antico borgo circondato da forni di gesso. |
|      | Area di Hawf                    | Distretto di Hawf       | Naturale (1726; vii, x)      | 08/07/2002 | L'intera area, che comprende la regione del Dhofar in Oman e la regione di Hawf nello Yemen, è stata descritta come un centro di diversità vegetale e come un'"oasi di nebbia" nella penisola arabica, che è prevalentemente arida. La bassa densità di popolazione complessiva, la concentrazione della popolazione nelle aree urbane e la scarsa accessibilità hanno finora risparmiato l'ambiente naturale nell'area di Hawf dall'adattamento radicale e dal declino della biodiversità tipico di molte parti dell'Arabia e dello Yemen. All'interno del paese, l'area di Hawf costituisce la seconda più grande zona con un'alta copertura arborea e un'elevata diversità vegetale e animale. |
|      | Area costiera di Sharma/Jethmun | Distretto di al-Shihr   | Naturale (1727)              | 08/07/2002 | Shihr è una piccola area costiera rimasta come nell'antichità. Della città sono state restaurate le due porte, piccoli resti della città vecchia di un'architettura che mescola tecniche yemenite, arabe e indù. La città è classificata come "sito turistico" senza dubbio grazie al superbo villaggio di Bada che ospita bagni termali. Più avanti, anche il villaggio-porto di al-Hami è una delizia per i turisti. |